# Soft Center Arena

Soft Center Arena är en ishall i Kallinge, Ronneby kommun i Blekinge. Arenan byggdes 1974 och fick då namnet Kockumhallen. Hallen rymmer 1 600 besökare, varav cirka 500 är sittplatser, och är hemmaarena för KRIF Hockey, Ronneby IK och Hasselstad BK.   Ishallen fick en mer omfattande tillbyggnad med nya omklädningsrum, café och entré som påbörjades år 2018 och färdigställdes år 2020.